# U0126
U0126 ist ein selektiver Inhibitor der Enzyme MEK 1 und 2 (mitogen-activated protein kinase kinase family members) im MAP-Kinase-Weg.

## Eigenschaften
Bei einer Hemmung mit U0126 wird der Transkriptionsfaktor AP-1 nichtkompetitiv mit einer IC50 von 72 nM bei MEK1 und 58 nM bei MEK2. Dabei wird auch der mTOR-p70(S6K)-Weg gehemmt. U0126 zeigt anti-Tumor-Wirkungen und verstärkt eine Anoikis in Zellkulturen. U0126 ist auch ein Hemmer von PKC, Raf, JNK, MEKK, MKK-3, MKK-4/SEK, MKK-6, Cdk2 und Cdk4. U0126 aktiviert den Aryl-Hydrocarbon-Rezeptor und die Genexpression von CYP1A und CYP3A.

## Anwendungen
Eine Verwendung von U0126 zur Behandlung von posttraumatischen Belastungsstörungen wird untersucht. U0126 schützt Nervenzellen vor oxidativem Stress in Zellkulturen. U0126 verlangsamt die Wallersche Degeneration nach einer Verletzung von Nervenzellen.

## Externe Links zu erwähnten Verbindungen
1. ↑  Externe Identifikatoren von bzw. Datenbank-Links zu 2,3-Bis[amino-[(2-aminophenyl)thio]methyliden]butandinitril:  CAS-Nr.: 109511-58-2, PubChem: 5637, ChemSpider: 5435, Wikidata: Q27163303.